# (1571) Cesco
(1571) Cesco ist ein Asteroid des Hauptgürtels, der am 20. März 1950 von dem argentinischen Astronomen Miguel Itzigsohn in La Plata entdeckt wurde.
Der Name des Asteroiden erinnert an die argentinischen Astronomen Reynaldo Cesco und Carlos Ulrrico Cesco.